# Gurgueia (raça caprina)
Gurgueia, também chamada de parda sertajena, é uma raça de cabra surgida na região nordeste do Brasil.

## História
Desde o descobrimento do Brasil, os portugueses trouxeram diversos tipos de cabra ao país, muitas foram deixadas principalmente no nordeste onde tiveram que se adaptar e sobreviver, desenvolvendo-se por séculos, resultando nos animais atuais. Surgiu no Vale do Gurgueia no Piauí. É provável descendente de raças alpinas de origem ibérica, visto sua semelhança com raças como a parda alpina.

## Características
A raça é de aptidão para carne e couro, porém tem sido feita uma seleção para a tornar com aptidão para a produção de leite. É uma raça muito rústica, reduzindo bastante os custos de criação. Por ter se desenvolvido no semiárido nordestino, se adapta bem a regiões de muito calor e a digestão de vegetação natural do bioma dos cerrados e da catinga quando criada em regime extensivo. Tem grande importância econômica e nutricional no semi-árido nordestino.

## Distribuição do plantel
A grande maioria dos animais estão concentrados no nordeste brasileiro.